# Lazar Pavlović
Lazar Pavlović (Obrenovac, FR Yugoslavia, 2 de noviembre de 2001) es un futbolista serbio que se desempeña como centrocampista en el Partizán de Belgrado de la Superliga de Serbia.

## Trayectoria

### Partizan
Pavlović fue ascendido al equipo profesional por el entrenador Savo Milošević, recibió la camiseta número 10 y jugó los 90 minutos completos en el empate 1-1 contra Radnički Niš el 15 de mayo de 2019, cuando el Partizan alcanzó la final de la Copa de Serbia. Firmó su primer contrato profesional con el club tres días después, firmando un contrato de tres años.

## Selección nacional

### Categorías inferiores
Pavlović ha representado a Serbia en las categorías Sub-17 y Sub-19.

## Estadísticas
| Club          | Temporada     | Liga  | Liga  | Copa  | Copa  | Continental | Continental | Total | Total |
| Club          | Temporada     | Part. | Goles | Part. | Goles | Part.       | Goles       | Part. | Goles |
| ------------- | ------------- | ----- | ----- | ----- | ----- | ----------- | ----------- | ----- | ----- |
| Partizan      | 2018–19       | 1     | 0     | 2     | 0     | 0           | 0           | 3     | 0     |
| Partizan      | 2019–20       | 16    | 0     | 3     | 2     | 3           | 0           | 22    | 2     |
| Partizan      | 2020–21       | 5     | 0     | 0     | 0     | 0           | 0           | 0     | 0     |
| Total carrera | Total carrera | 18    | 0     | 4     | 2     | 3           | 0           | 26    | 2     |

## Palmarés

### Títulos nacionales
| Título         | Club                 | País   | Año     |
| -------------- | -------------------- | ------ | ------- |
| Copa de Serbia | Partizán de Belgrado | Serbia | 2018-19 |